# 3 Park Avenue
3 Park Avenue es un edificio de uso mixto ubicado en Park Avenue en Manhattan, Nueva York (Estados Unidos) Fue construido en 1973. Eestá rodeado por tres lados por una plaza y se encuentra en la zona de Midtown South en los vecindarios de Kips Bay, Murray Hill y Rose Hill. Está ubicado entre las calles 33 y 34 Este, cerca de la estación de metro de la calle 33 (trenes 4, 6 y <6>), cuya entrada está integrada en el edificio.

## Historia y descripción

### Construcción
Antes de la construcción de 3 Park Avenue, la armería del 71.er Regimiento de la Guardia Nacional de Nueva York estaba ubicada en la dirección. El primer arsenal del 71.er Regimiento se quemó en 1902 y se completó un reemplazo en 1905 en una sección de tierra un poco más grande. El estudio de arquitectura de Clinton y Russell diseñó la segunda armería y en 1935 la revista Time la describió como "la vieja y fea casa de piedra rojiza de Manhattan", que era un reflejo de una percepción más amplia de la estructura. La armería finalmente fue demolida durante la década de 1960 y pasó una década antes de que se remodelara el sitio.
El edificio fue diseñado por el estudio de arquitectura Shreve, Lamb and Harmon, diseñadores del Empire State Building. Rosenwasser/Grossman Consulting Engineers, PC figura como la empresa de ingeniería estructural para el edificio en 2014. En el año 2000, el propietarioera Three Park Avenue Building Company LP, pero la propiedad pasó a formar parte de la cartera de Cohen Brothers Realty Corporation en junio de 2014.
El vestíbulo del edificio fue renovado en 2001. En 2016, Cohen Brothers contrató a los arquitectos Pelli Clarke Pelli de César Pelli para diseñar una renovación del vestíbulo. Los cambios incluyeron marquesinas de metal nuevas, granito gris y columnas en la plaza exterior, renovaciones de los 2323 m²  de espacio comercial y nuevos paneles de madera, paredes de vidrio, iluminación y cabinas de ascensor para el vestíbulo. En diciembre de 2018, Citibank otorgó 182 millones de dólares en deuda para refinanciar el edificio.

### Descripción
El edificio de 42 pisos y 169,47 m de altura consta de una combinación de inquilinos comerciales y varias escuelas especializadas, incluido el Centro Unity para Tecnologías Urbanas, la Academia de Artes e Idiomas de Manhattan y la Academia Murray Hill. La escuela secundaria Norman Thomas estaba ubicada anteriormente en el edificio.
El edificio se destaca por su alineación diagonal y los ladrillos de colores claros brillantes utilizados para su construcción y los mismos ladrillos se utilizan para la pequeña plaza en la entrada principal del edificio. Una escultura titulada "Obelisco a la paz", creada por Irving Marantz en 1972, está situada en la entrada principal y tiene una altura de 7 m, realizada en bronce y asentada sobre una base de granito pulido. La escultura fue el último trabajo al aire libre de Marantz antes de su muerte.
La entrada a la escuela está en el lado este del edificio de la calle 33, donde existe un espacio de galería y plaza (que rodea los tres lados del edificio que dan a la calle); aunque hay un banco situado en la entrada, la ley penal del estado de Nueva York prohíbe la entrada ilegal. En 2000, el espacio del lado de la calle 34 era casi idéntico a la galería y plaza de la calle 33, pero carecía de un banco y un letrero.

## En la cultura popular
El edificio aparece en el documental de HBO de 2005 Left of the Dial, una película sobre la estación de radio Air America, un antiguo inquilino.